# Auditorio "Benito Juárez"
El Auditorio "Benito Juárez" es un recinto deportivo y de espectáculos ubicado sobre la avenida Salvador Díaz Mirón en la ciudad de Veracruz, México.
Es sede de los equipos de básquetbol Halcones Rojos Veracruz en la Liga Nacional de Baloncesto Profesional y de las Rojas de Veracruz en la LNBP Femenil.
Dicho inmueble lleva este nombre como homenaje al expresidente mexicano conocido como El Benemérito de las Américas, Benito Juárez García.

## Historia
En el año de 1972, el puerto de Veracruz ya contaba aproximadamente con 250 mil habitantes, la afluencia comercial y turística iba en aumento, sin embargo, la ciudad carecía de un espacio adecuado para la realización de grandes espectáculos y eventos.
Fue entonces que nació la idea de la construcción de un Centro Cívico, Cultural y Deportivo, idea que fue aprobada primeramente por la Secretaría de Patrimonio Nacional y respaldada por el Ejecutivo.
El 1 de junio de 1972 abrió sus puertas por vez primera el Auditorio Benito Juárez. Inaugurado por el presidente Luis Echeverría Álvarez, el recinto contaba un gimnasio cubierto con capacidad para 4 mil personas, pistas para eventos deportivos, foro desmontable para presentaciones artísticas, canchas deportivas y estacionamiento.

Para 1976, el Gobierno Federal desincorpora de sus bienes el inmueble y lo entrega en donación al entonces Instituto Mexicano de Protección a la Infancia del Estado de Veracruz, hoy DIF Estatal.
Durante los años posteriores, el Auditorio “Benito Juárez” albergó eventos tanto deportivos como artísticos; sin embargo, con el tiempo, el descuido y la falta de mantenimiento hizo estragos, deteriorándolo en su mayoría.
Fue en el sexenio de Miguel Alemán Velasco cuando se decide la remodelación total del inmueble, rehabilitándolo completamente para el gozo de los veracruzanos que anhelaban el retorno del baloncesto al puerto jarocho. Fue reinaugurado el 23 de octubre de 2004 con un partido Halcones UV Xalapa vs Coras de Tepic.
Pero es hasta el 2005 que el deporte ráfaga llega al puerto, cuando el entonces gobernador Fidel Herrera Beltrán, su esposa, Rosa Borunda, junto con el rector de la Universidad Veracruzana, Raúl Arias Lovillo, adquieren la franquicia de las Garzas de Plata. Naciendo así los Halcones Rojos Veracruz.
El auditorio albergó a los Rojos durante once años en la Liga Nacional de Baloncesto Profesional, siendo uno de los equipos protagonistas del circuito con múltiples apariciones en postemporada, incluyendo dos campeonatos conseguidos en las temporadas 2011-12 y 2013-14.
Sin embargo, los Halcones Rojos desaparecerían en 2016 debido a problemas financieros, provocando nuevamente el abandono y deterioro del Auditorio Benito Juárez durante siete años.

En octubre de 2022, el gobernador Cuitláhuac García Jiménez anuncia su rehabilitación con una inversión superior a los 70 millones de pesos, facilitando así el regreso de los Halcones Rojos, así como la llegada de su nuevo equipo femenino.

El deporte ráfaga profesional volvió al ABJ con su primer partido de básquetbol femenil entre las Rojas de Veracruz y Halcones de Xalapa en abril de 2023. El equipo masculino inició actividades en agosto del mismo año, presentando buenas entradas entre ambos representativos.

## Eventos
Cabe señalar que entre los principales eventos que se han llevado al cabo en este recinto se encuentran el Juego de Estrellas de la LNBP 2005, la Liga de las Américas 2010-11, eventos de Gimnasia en la Olimpiada Nacional 2007, peleas de box, funciones de lucha libre, conciertos, entre otros.
En 2014 también se utilizó como sede de los encuentros de Baloncesto de los XXII Juegos Centroamericanos y del Caribe.
Desde su remodelación en 2023 ha albergado diversos recitales como el del vocalista de Zoe, León Larregui, el dúo musical Jesse y Joy, la influencer y estrella pop Kenia Os, la cantante de baladas Marisela, el cantante Humbe, el músico de rock indie Siddhartha, así como la agrupación de salsa Porfi Baloa y sus Adolescentes.